# Children of Men
Children of Men (Hijos de los hombres, en España; Niños del hombre, en Hispanoamérica) es una película de ciencia ficción y suspenso del 2006, dirigida y coescrita por el cineasta mexicano Alfonso Cuarón. El guion, basado en la novela homónima de P. D. James (de 1992), fue acreditado a cinco escritores, con contribuciones del actor Clive Owen. La película se desarrolla en 2027, en un futuro distópico donde 18 años de infertilidad humana han dejado a la sociedad al borde del derrumbe. Inmigrantes ilegales buscan refugio en el Reino Unido, cuyo último gobierno funcional impone opresivas leyes de inmigración sobre los refugiados. Owen interpreta al empleado público Theo Faron, quien debe ayudar a una refugiada (Clare-Hope Ashitey) a escapar del caos. La película también está protagonizada por Julianne Moore, Michael Caine, Chiwetel Ejiofor y Charlie Hunnam.
Esta coproducción del Reino Unido y los Estados Unidos fue estrenada el 22 de septiembre de 2006 en el Reino Unido y el 25 de diciembre en los Estados Unidos. Los críticos notaron la relación entre el estreno estadounidense en Navidad y los temas del filme sobre esperanza, redención y fe. A pesar de un limitado lanzamiento y bajas ganancias en taquilla, en comparación con su presupuesto, Hijos de los hombres recibió una amplia aclamación crítica y fue reconocida por sus logros en guion, cinematografía, dirección de arte y planos secuencia de acción innovadores. Fue nominada a tres premios de la Academia: Mejor guion adaptado, Mejor fotografía y Mejor montaje. También fue nominada a tres premios BAFTA, ganando Mejor fotografía y Mejor diseño de producción, y a tres Saturn Awards, ganando el premio a Mejor filme de ciencia ficción.

## Trama
En el año 2027, después de 18 años de infertilidad humana global, la civilización está al borde del colapso mientras la humanidad se enfrenta a la extinción. El Reino Unido, una de las pocas naciones estables con un gobierno funcional, está inundada de refugiados que huyen de la guerra y el caos en que se ha sumido el mundo. En respuesta a esto, Gran Bretaña se ha vuelto un estado militarizado donde las fuerzas del gobierno reúnen y detienen inmigrantes. Theo Faron (Clive Owen), un exactivista devenido en un cínico burócrata, es secuestrado por Los Peces, un grupo militante de los derechos de los inmigrantes, dirigidos por su exesposa, Julian Taylor (Julianne Moore), de quien se separó después de la muerte de su hijo Dylan durante la pandemia de gripe de 2008.
Julian le ofrece dinero a Theo para que consiga papeles de tránsito para una joven refugiada llamada Kee (Clare-Hope Ashitey), los cuales Theo obtiene de su primo Nigel (Danny Huston), un ministro del gobierno que dirige una colección de arte recuperada alrededor del mundo. Los papeles de tránsito requieren que el portador esté acompañado, así que Theo acuerda escoltar a Kee a cambio de una gran suma de dinero. Luke (Chiwetel Ejiofor), un miembro de los Peces, lleva a Theo, Julia y Kee, junto con la ex partera Miriam (Pam Ferris), hacia un bote en la costa, pero son emboscados por una pandilla armada y Julian es asesinada. Luke mata a dos oficiales de policía que detienen su auto y entierra a Julian en el bosque con la ayuda de Theo, quien rompe en llanto por la muerte de su exesposa. Luego abandonan su auto por otro para dirigirse a una casa de seguridad de los Peces. 
Allí, Kee le revela a Theo que está embarazada y que Julian le había dicho que sólo confiara en él para que la entregara al "Proyecto Humano", un supuesto grupo científico dedicado a curar la infertilidad, ubicado en los Azores. Sin embargo, Luke persuade a Kee para que se quede y más tarde es votado como el nuevo líder de los Peces. Esa noche, Theo escucha a escondidas una reunión de Luke y otros Peces donde descubre que la muerte de Julian había sido orquestada por ellos para que Luke pudiera tomar el control. También descubre que intentarán matarlo en la mañana y que planean usar al bebé de Kee como una herramienta política para apoyar la revolución que se avecina. Theo despierta a Kee y Miriam, roban un automóvil y escapan al escondite aislado de un viejo amigo de Theo, Jasper Palmer (Michael Caine), ex caricaturista político que ahora vende marihuana. 
El grupo planea abordar el barco de Proyecto Humano, Mañana, el cual llegará de alta mar al campo de refugiados de Bexhill-on-Sea. Jasper propone convencer a Syd (Peter Mullan), un guardia del campo al que frecuentemente le vende drogas, de que los pase de contrabando a Bexhill disfrazados de refugiados. Los Peces encuentran y atacan la casa de Jasper, y el grupo logra escapar mientras él se queda detrás para entretener a los Peces, antes de ser brutalmente asesinado por Luke. El grupo espera a Syd en una escuela abandonada, donde Miriam le cuenta a Theo sobre los niños recién nacidos que morían en el inicio de la crisis de infertilidad, sobre cómo "a medida que el sonido de los patios de juego se desvanecía, la desesperación se asentaba", y sobre lo extraño que es "lo que sucede en un mundo sin voces de niños". Syd los encuentra en la escuela y los transporta en autobús a Bexhill, donde ven a refugiados siendo robados, golpeados, torturados y ejecutados por policías y guardias del campo. En el viaje, Kee comienza a tener contracciones y Miriam se hace pasar por una demente para distraer a un guardia de la prisión de Bexhill, quien la lleva para que sea procesada, salvando a Kee a costa de su propia vida.
En el campo, Theo y Kee conocen a una mujer romaní, Marichka (Oana Pellea), quien provee una habitación donde Kee da a luz a una niña. Al día siguiente, Syd los encuentra y les informa a Kee y Theo que ha estallado la guerra entre el ejército británico y los refugiados, incluyendo los Peces. Cuando descubre que han establecido una recompensa por sus cabezas, Syd intenta capturarlos, pero Marichka y Theo lo enfrentan y logran escapar, aunque en la confusión los Peces capturan a Kee y su bebé. Theo los rastrea hasta un apartamento bajo fuego pesado y confronta a Luke, quien es asesinado por un proyectil de lanzacohetes y Theo escolta a Kee hacia afuera. Impresionados por los llantos del bebé, los combatientes de ambos bandos dejan de pelear temporalmente y dejan que el grupo se vaya. Marichka guía a Theo, Kee y el bebé hacia un pequeño bote en las alcantarillas. Theo comienza a remar mientras aviones de la Fuerza Aérea Real bombardean Bexhill, Theo revela que Luke le disparó y le explica a Kee cómo sacarle los gases al bebé para calmar su llanto. Kee le dice que nombrará Dylan a la bebé, como el hijo de él y Julian, ya que "Dylan puede ser nombre de niña también". Theo finalmente pierde la vida a causa de sus heridas, justo cuando el Mañana se acerca a través de la niebla. 
El filme termina con el título de la película abocinado sobre una pantalla negra, acompañado por el sonido de niños felices jugando en el fondo.

## Reparto
- Clive Owen como Theo Faron, un exactivista que quedó devastado cuando su hijo murió en una pandemia de gripe.[2] Theo es el "arquetípico hombre ordinario" que a regañadientes se vuelve el salvador.[3][4] Contratado en abril de 2005,[5] Owen pasó varias semanas colaborando con Cuarón y Sexton en la visión su papel. Impresionados por las ideas creativas de Owen, Cuarón y Sexton lo trajeron a bordo como escritor.[6] "Clive fue una gran ayuda," dijo Cuarón a Variety. "Yo le enviaba un grupo de escenas y escuchaba sus retroalimentación e instintos".[7]

- Julianne Moore como Julian Taylor. Para Julian, Cuarón quería un actor que tuviera la "credibilidad de liderazgo, inteligencia, [e] independencia".[6] Moore fue contratada en junio de 2005, inicialmente para interpretar a la primera mujer que se embarazaba en 20 años.[8] "Es muy divertido trabajar con ella", dijo Cuarón a Cinematical. "Ella solo está tirando de la alfombra por debajo de tus pies todo el tiempo. No sabes dónde pararte, porque ella va a burlarse de ti".[6]
- Michael Caine como Jasper Palmer, el proveedor y amigo de Theo. Caine basó a Jasper en sus experiencias con su amigo John Lennon[6] – la primera vez que ha interpretado a un personaje que se tiraría gases o fumaría cannabis.[9] Cuarón explica: "Una vez que tuvo la vestimenta y lo demás y se paró frente al espejo para mirarse, su lenguaje corporal comenzó a cambiar. Michael lo amó. Creyó que él era este tipo".[9] Michael Phillips del Chicago Tribune nota un aparente homenaje a Schwartz (Mort Mills) en el filme noir de Orson Welles Touch of Evil (1958). Jasper llama a Theo "amigo" en español — tal como Schwartz llama a Ramón Miguel Vargas (Charlton Heston).[10] Las caricaturas de Jasper que se ven en su casa fueron proveídas por Steve Bell.
- Chiwetel Ejiofor como Luke
- Charlie Hunnam como Patric
- Clare-Hope Ashitey como Kee, una inmigrante ilegal y la primera mujer embarazada en dieciocho años. Ella no apareció en el libro y fue escrita en el filme basada en el interés de Cuarón en la reciente hipótesis del origen singular sobre los orígenes humanos el estatus de gente desposeída:[11] "El hecho que este niño será el hijo de una mujer africana tiene que ver con el hecho que la humanidad comenzó en África. Estamos poniendo el futuro de la humanidad en las manos de los desposeídos y creando una nueva humanidad que brotará de eso".[12]
- Pam Ferris como Miriam, una partera que acompaña a Theo y cuida de Kee en su gestación hasta que llegan al refugio.
- Peter Mullan como Syd, un guadia corrupto que trabaja en el refugio.
- Danny Huston como Nigel, el primo de Theo y un oficial de alto rango del gobierno. Nigel dirige un programa del Ministerio de Arte, el "Arca de las Artes", el cual "rescata" trabajos de arte como el David de Miguel Ángel (aunque con una pierna rota), el Guernica de Pablo Picasso y el British Cops Kissing de Banksy. Menciona que trató de salvar la Pietà de Miguel Ángel, pero una multitud la destruyó antes que la pudiera rescatar.
- Oana Pellea como Marichka, habitante del refugio y conocida de Syd. Siempre lleva a un leal perro consigo. Ayuda a Theo a escapar de la ciudad junto a Kee y al primer bebé librándolos de la locura de Syd.
- Paul Sharma como Ian
- Jacek Koman como Tomasz

## Temas

### Esperanza
Hijos de los hombres explora los temas de esperanza y fe ante futilidad y desesperación abrumadoras. La fuente del filme, la novela The Children of Men, de P. D. James, describe lo que sucede cuando una sociedad es incapaz de reproducirse, usando la infertilidad masculina para explicar el problema. En la novela, se hace claro que la esperanza depende de las futuras generaciones. James escribe: "Era razonable luchar, sufrir, tal vez incluso morir, por una sociedad más justa, más compasiva, pero no en un mundo sin futuro donde, demasiado pronto, las palabras 'justicia', 'compasión', 'sociedad', 'lucha', 'maldad' fueron ecos inauditos en un aire vacío".
La película cambia la infertilidad masculina por femenina, pero nunca explica su causa: destrucción ambiental y castigo divino son considerados. Esta pregunta sin responder (y otras similares en la película) han sido atribuidas al disgusto de Cuarón por las películas expositivas: "Hay una clase de cine que detesto, el cual es un cine que trata de exposición y explicaciones... Se ha vuelto ahora lo que yo llamo un medio para lectores perezosos... El cine es una narrativa de rehenes. Y soy muy bueno en la narrativa como un rehén del cine." El desdén de Cuarón por la historia de fondo y la exposición lo llevaron a usar el concepto de la infertilidad femenina como una "metáfora del desvanecido sentido de esperanza". El "casi mítico" Proyecto Humano es convertido en una "metáfora de la posibilidad de la evolución del espíritu humano, la evolución del entendimiento humano". Sin dictar cómo la audiencia debería sentirse con el final de la película, Cuarón la alienta a llegar a sus propias conclusiones sobre el sentido de esperanza pintado en las escenas finales: "Queríamos que el final fuera un vistazo de una posibilidad de esperanza, para que la audiencia invirtiera su propio sentido de esperanza en ese final. Así que si tu eres una persona esperanzada verás mucha esperanza y si eres una persona sombría verás una total desesperanza al final".

## Producción

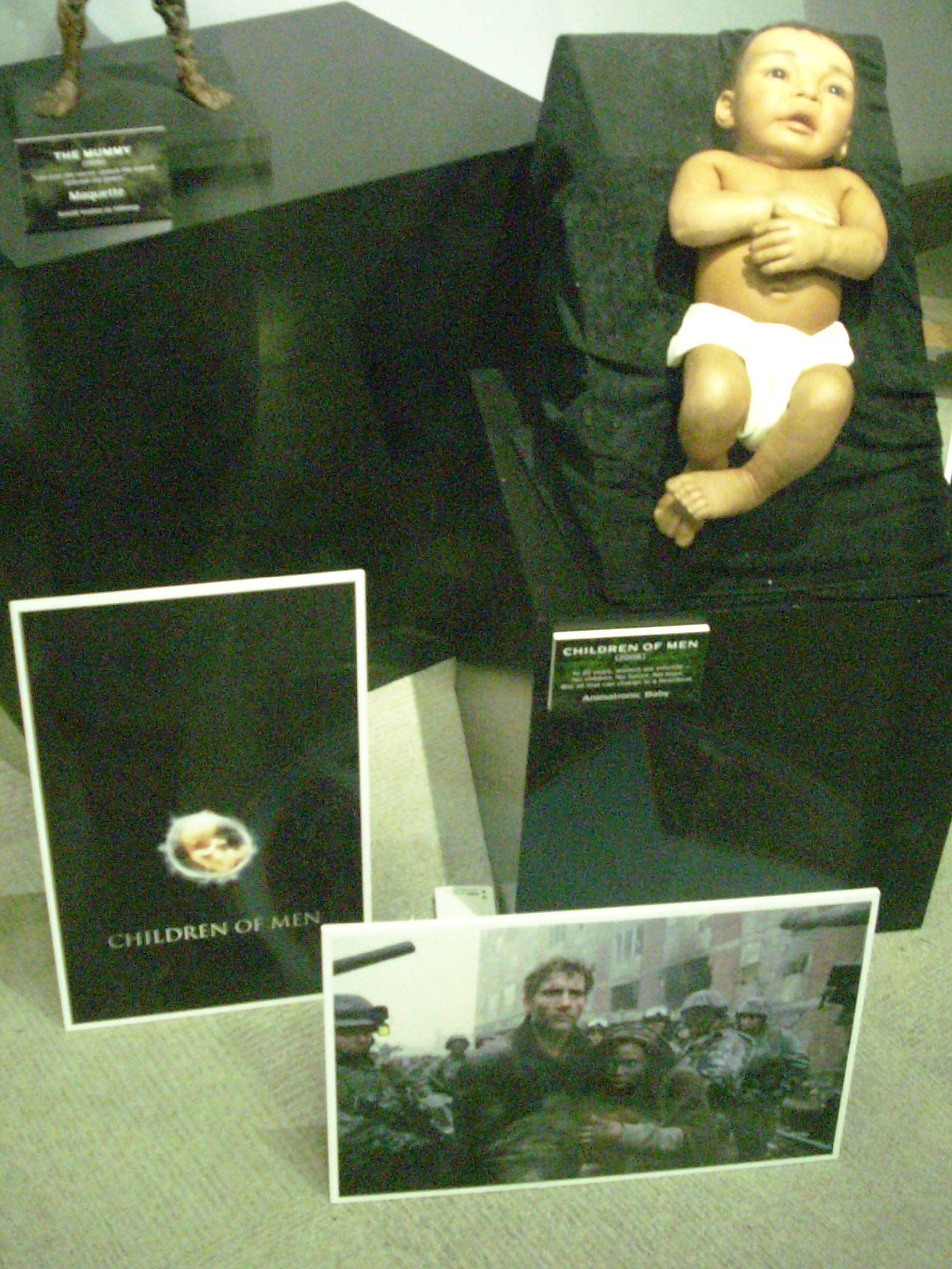
Muñeco utilizado durante la filmación.